# Kometensingel 439-485
Kometensingel 439-485 is een gemeentelijk monument te Amsterdam.

## Woningen
Aan het eind van de jaren 1930-1939 was in Tuindorp Oostzaan de Algemene Woningbouwvereniging actief. Zij lieten door architect Jo Mulder als onderdeel van een groot woningbouwcomplex 24 bejaardenwoningen ontwerpen, een teken van sociale woningbouw. Het gehele complex dat zich uitstrekt tot Meteorensingel, Vegastraat, Algolstraat, Pegassusstraat en Pleadenweg omvatte 219 woningen, kent diverse architecten als ontwerpers en werd in maart 1937 aanbesteed.
Het complex werd rond 1938 opgeleverd. De bejaardenwoningen hebben het uiterlijk van eengezinswoningen (één bouwlaag met puntdak met dakpannen). Mulder ontwierp ze in de stijl van traditioneel bouwen. De woningen zijn al een of meerdere keren gerenoveerd. Er bleef echter genoeg origineel uiterlijk en materiaal bewaard; het kleine bejaardencomplex werd in december 2013 tot gemeentelijk monument verklaard.  

## Beelden
De woningen werden op de voet gevolgd door twee beelden van Frits Sieger. Hij beitelde ter plaatse een man en een vrouw uit in natuursteen. De groep van twee wordt sindsdien aangeduid als Eendracht of Gemeenschapszin. De vrouw wordt omgeven door bloemmotieven en bijen; achter de man is een vogel te zien. De beelden staan aan het voetpad rondom een plantsoen voor het complex. 

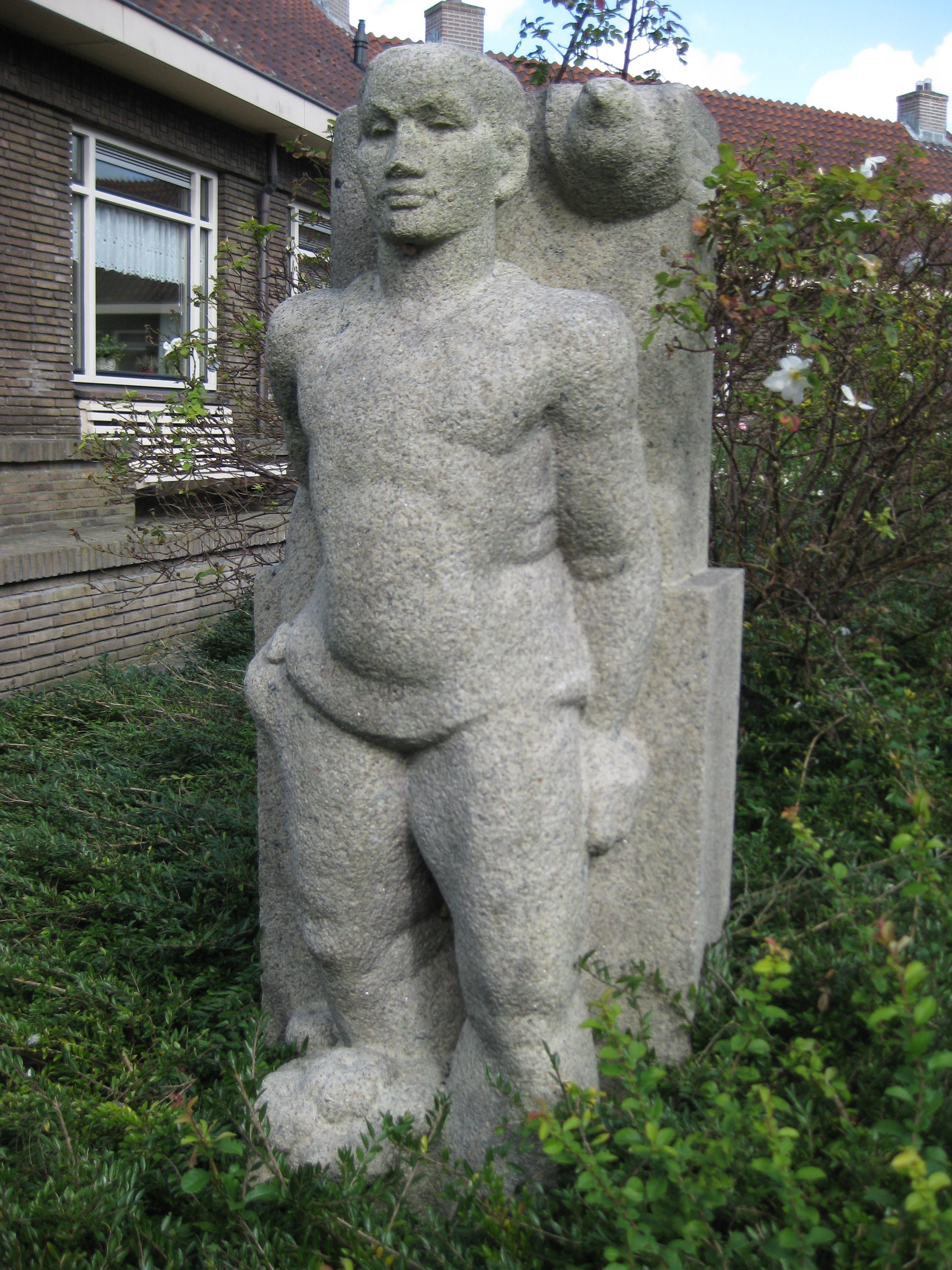
De man uit Eendracht (2011)

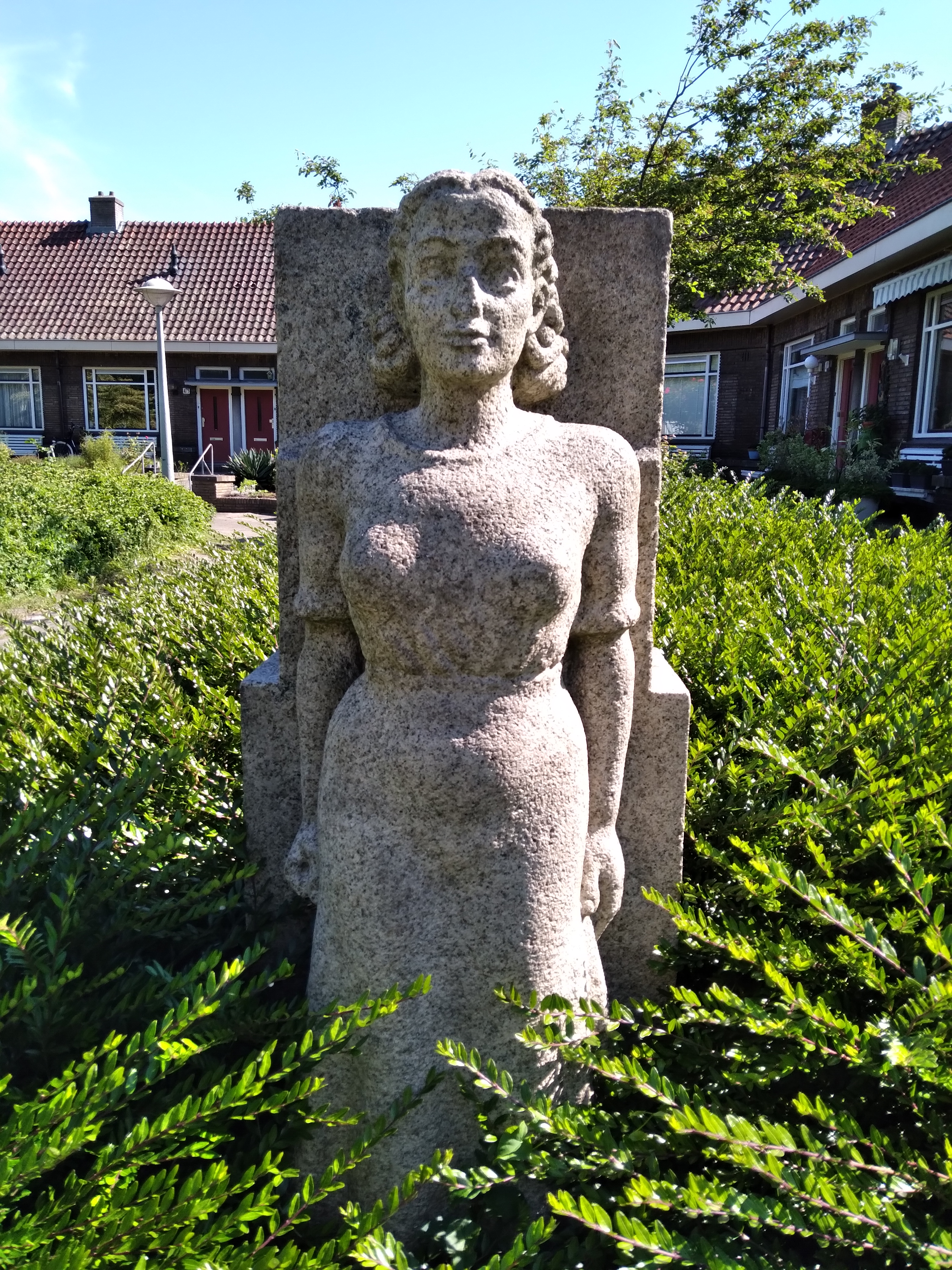
De vrouw uit eendracht (2021)